# Luis Javier Mosquera
Luis Javier Mosquera Lozano (Yumbo, 27 de março de 1995) é um halterofilista colombiano, medalhista olímpico. 

## Carreira
Mosquera competiu na Rio 2016, na qual conquistou a medalha de bronze na categoria até 69 kg. Ele terminou a prova em quarto colocado, mas ganhou a medalha devido a desclassificação por doping de Izzat Artykov.